# William Barker
Sir William Barker KCMG (* 19. Juli 1909; † 8. Januar 1992) war ein britischer Diplomat, Übersetzer, Schriftsteller und Gelehrter.
Barker war der Sohn von Alfred Barker. Er heiratete 1939 Margaret Beirne. Die beiden hatten eine Tochter und einen Sohn. 1943 trat er in den auswärtigen Dienst. Ab 1945 war er Botschaftssekretär erster Klasse in Prag, wo er 1947 als Geschäftsträger fungierte. Im Dezember 1947 wurde er zum Botschaftsrat erster Klasse an die Botschaft nach Moskau befördert. 1951 war er Geschäftsträger in Oslo. Im September 1954 wurde er Generalkonsul in Boston mit Amtsbezirk Massachusetts. Von 1960 bis 1963 war er Gesandter in Moskau. Von 1963 bis 1964 war er Fellow am Center for International Affairs (Lehrstuhl für internationale Politik), an der Harvard University. Von 1965 bis 1966 war er Ministerialdirigent im Foreign Office. Von 1966 bis 1968 war er Botschafter in Prag.
Von 1969 bis 1976 hatte Barker eine Professur für Russische Sprache an der University of Liverpool. Er wurde am 1. Januar 1967 als Knight Commander in den Order of St. Michael and St. George aufgenommen.